# پیچیدگی محاسباتی
در علوم کامپیوتر، پیچیدگی رایانشی یا پیچیدگی محاسباتیِ یک الگوریتم مقدار منابع مورد نیاز برای اجرا تا توقف آن است. مهم‌ترین این منابع زمان و حافظه هستند که در ادامه به آنها می‌پردازیم. همچنین پیچیدگی یک مسئله برابر است با پیچیدگی بهترین الگوریتم ممکن برای حل آن مسئله (که شاید هنوز چنین الگوریتمی کشف نشده باشد).
به بررسی پیچیدگی یک الگوریتم تحلیل الگوریتم می‌گوییم و مطالعهٔ پیچیدگی یک مسئله را نظریهٔ پیچیدگی محاسباتی می‌نامیم. هر دوی اینها بسیار به یکدیگر مرتبط هستند. اگر برای حل یک مسئله الگوریتمی وجود داشته باشد و پیچیدگی آن را بدانیم، آن پیچیدگی یک کران بالا برای پیچیدگی مسئله است. پیچیدگی از مسائل مهم در طراحی الگوریتم است و برای تحلیل و بررسی میزان کارایی الگوریتم‌ها اهمیت دارد. رفتار مجانبی پیچیدگی بیشترین اهمیت را دارد و معمولاً با نمادهای مجانبی توصیف می‌شود.
پیچیدگی یک الگوریتم می‌تواند به عوامل مختلفی وابسته باشد. در پیدا کردن سریع‌ترین مسیر برای یک راننده برای رسیدن از مبدأ به مقصد، هر چه نقشه بزرگتر باشد و خیابان‌ها و کوچه‌ها نیز تودرتوتر و پیچیده‌تر باشند، نیاز به منابع بیشتری برای حل مسئله خواهیم داشت.
به طور کلی با بزرگتر شدن ورودی‌های الگوریتم حل مسئله دشوارتر و نیازمند منابع بیشتری است و در نتیجه پیچیدگی را همیشه به صورت تابعی از اندازهٔ ورودی بیان می‌کنیم. به عبارتی دیگر پیچیدگی {\displaystyle f(n)\colon \mathbb {N} \to \mathbb {N} } تابعی از عدد طبیعی {\displaystyle n} (اندازهٔ ورودی) تعریف می‌شود و یعنی مقدار منابع مورد نیاز برای این که الگوریتم را اجرا کنیم اگر به آن {\displaystyle n} ورودی دلخواه بدهیم.
در بسیاری از موارد ورودی‌های متفاوت با اندازهٔ یکسان پیچیدگی متفاوتی دارند؛ مثلاً اگر {\displaystyle n} را تعداد خیابان‌ها فرض کنیم نوع اتصال خیابان‌ها و ... نیز در میزان منابع مورد نیاز مؤثر اند. به عبارتی دیگر نه تنها تعداد ورودی‌ها، بلکه چیستی ورودی‌ها نیز مؤثر است؛ در حالی که در تحلیل یک الگوریتم، تنها رفتار کلی یک الگوریتم برای ما مهم است (و نه یک حالت خاص). در حقیقت هدف از تعریف پیچیدگی، معیاری برای مقایسهٔ الگوریتم‌ها است و می‌خواهیم بدانیم اگر اندازهٔ ورودی {\displaystyle n} باشد چه مقدار منابع نیاز داریم (و نه این که به ما بگویند بستگی دارد). در این موارد بدترین حالت یا میانگین حالات را معیارمان قرار می‌دهیم (بیشینه یا متوسط میان تمام ورودی‌های ممکن به طول {\displaystyle n}).

## دلیل اهمیت
کارایی یک برنامه به متغیرهای زیادی وابسته است:
- برنامه در چه دستگاه و سخت‌افزاری اجرا شود و پردازنده و حافظهٔ آن چه قدرتی داشته باشد (کارایی کامپیوتر).
- برنامه در چه سیستم عاملی اجرا شود.
- برنامه در چه زبانی نوشته شود.
- برای کامپایل برنامه از چه کامپایلری استفاده شود (بهینگی کامپایلر).
- از چه الگوریتمی و با چه اندازهٔ ورودی استفاده شود (کارایی الگوریتم).

همچنین زمان اجرای برنامه حتی به متغیرهای محیطی نیز بستگی دارد. یعنی اگر یک برنامه را چند بار اجرا کنیم زمان اجرای آن ممکن است چند درصد خطا داشته باشد.
در این میان پیشرفت در طراحی الگوریتم بیشترین تأثیر را دارد. استفاده از الگوریتمی با پیچیدگی زمانی چندجمله‌ای به جای نمایی تأثیری معادل با هزاران سال پیشرفت در زمینه‌های دیگر دارد.
همچنین اگرچه کارایی کامپیوتر بسیار مهم است ولی روی آن کنترل نداریم و هر فردی سخت‌افزار و سیستم عامل ثابتی دارد.